# ロボ娘
ロボ娘（ロボむすめ）は、少女型のロボットを指す、同人文化による用語。ロボっ娘（ロボっこ）やロボ子（ロボこ）とも称されるが意味は同じである。また、キャラクター商品を開発・販売している会社のサイトで概念が紹介されることがあり、商品展開を企画する上でも通用するものとなっていることが窺える。

## 代表的なロボ娘
外見が人間に近いもの
- アイギス　（ペルソナ3）
- コスモス　（ゼノサーガ）
- マルチ　（To Heart）

外見がロボットらしいもの
- ドロッセル　（ファイアボール）
- ブレザーメイツ　（メダロット）